# Stade Mawade Wade
 (mars 2025).
Le Stade Mawade Wade, aussi connu sous le nom de Stade de Linguère, est un stade omnisports situé dans le quartier de la Médina de la ville de Saint-Louis, au Sénégal.
Le stade, doté d'une capacité de 1 200 places, est l'enceinte à domicile des clubs de football de l'ASC Linguère, AS Ndar Guedj et du Saint-Louis FC.

## Histoire
Quelques rencontres internationales se sont déroulées au stade Mamade Wade. Les deux premiers d'entre elles se tiennent lors des éditions de la coupe d'Afrique des vainqueurs de coupe 1989 puis de coupe d'Afrique des vainqueurs de coupe 1991. Un match de la coupe de la CAF 1997 se tient également au stade. Deux matchs se jouent également au stade lors de la Ligue des champions de la CAF 2010.